# ادی گوردو
ادی گوردو (به ژاپنی: エディ・ゴルド Edi Gorudo) یک شخصیت ساختگی در مجموعه بازی‌های مبارزه‌ای تکن از شرکت باندای نامکو گیمز است که به سبک هنرهای رزمی برزیلی کاپوئرا مبارزه می‌کند. او در این بازی با شخصیت‌های کازویا میشیما و آنا ویلیامز درگیری بسیار دارد. ادی گوردو برای اولین بار در تکن ۳ ظاهر شد. در تکن ۴ ناپدید شد و کریستی مانترو جایگزینش شد. البته در تکن ۴ و تکن ۵ به عنوان لباس اضافه برای کریستی مانترو قابل بازی است.
ادی برای این که قاتل پدر و مادر خود را پیدا کند، وارد تکن ۳ شد. او در تکن ۴ هم ناپدید بود و هنوز داشت به دنبال قاتل پدر و مادرش می‌گشت.
در تکن۳ می توان پس از اتمام بازی با انتخاب ادی و زدن مثلث او را به تایگر جکسون تغییر داد